# Aiphanes chiribogensis
Aiphanes chiribogensis är en enhjärtbladig växtart som beskrevs av Finn Borchsenius och Henrik Balslev. Aiphanes chiribogensis ingår i släktet Aiphanes och familjen Arecaceae. IUCN kategoriserar arten globalt som sårbar. Inga underarter finns listade i Catalogue of Life.